# Юнацький чемпіонат Європи з футболу (U-19) 2011 (елітний раунд)
Юнацький чемпіонат Європи з футболу (U-19) 2011 (елітний раунд) — відбірний етап, що пройшов у 2011 році. До фінального турніру потрапили сім збірних, збірна Румунії, як господар була вільна від відбору.

## Жеребкування
| Кошик A                                                    | Кошик B                                                     | Кошик C                                                      | Кошик D                                                            |
| ---------------------------------------------------------- | ----------------------------------------------------------- | ------------------------------------------------------------ | ------------------------------------------------------------------ |
| Іспанія Нідерланди Сербія Бельгія Італія Франція Німеччина | Туреччина Англія Норвегія Ірландія Естонія Словаччина Росія | Україна Угорщина Білорусь Ізраїль Швейцарія Португалія Уельс | Чорногорія Чехія Польща Греція Хорватія Північна Македонія Молдова |

## Група 1
| Збірна     | І | В | Н | П | ГЗ | ГП | РГ | О |
| ---------- | - | - | - | - | -- | -- | -- | - |
| Бельгія    | 3 | 2 | 1 | 0 | 4  | 2  | +2 | 7 |
| Португалія | 3 | 2 | 0 | 1 | 4  | 1  | +3 | 6 |
| Хорватія   | 3 | 1 | 0 | 2 | 3  | 4  | −1 | 3 |
| Естонія    | 3 | 0 | 1 | 2 | 0  | 4  | −4 | 1 |

| 24 травня 2011 17:00 |

| Бельгія      | 1 – 0    | Португалія |
| ------------ | -------- | ---------- |
| Лестьєнн 25' | Протокол |            |

| Велі Йоже, Пореч Арбітр: Казьменко (Росія) |

| 24 травня 2011 17:00 |

| Естонія | 0 – 1    | Хорватія |
| ------- | -------- | -------- |
|         | Протокол | Міч 40'  |

| Вальбруна, Ровінь Арбітр: Маклейн (Шотландія) |

| 26 травня 2011 17:00 |

| Бельгія                        | 3 – 2    | Хорватія             |
| ------------------------------ | -------- | -------------------- |
| Лестьєнн 23' Рикс 57' Азар 88' | Протокол | Блажевич 28' Міч 87' |

| Міський, Новіград Арбітр: Казьменко (Росія) |

| 26 травня 2011 17:00 |

| Португалія                        | 3 – 0    | Естонія |
| --------------------------------- | -------- | ------- |
| Карвалью 44' Ка 56' Кавалейру 88' | Протокол |         |

| Міський, Умаг Арбітр: Гекмон (Ізраїль) |

| 29 травня 2011 17:00 |

| Естонія | 0 – 0    | Бельгія |
| ------- | -------- | ------- |
|         | Протокол |         |

| Велі Йоже, Пореч Арбітр: Гекмон (Ізраїль) |

| 29 травня 2011 17:00 |

| Хорватія | 0 – 1    | Португалія |
| -------- | -------- | ---------- |
|          | Протокол | Баррус 18' |

| Вальбруна, Ровінь Арбітр: Маклейн (Шотландія) |

## Група 2
| Збірна     | І | В | Н | П | ГЗ | ГП | РГ | О |
| ---------- | - | - | - | - | -- | -- | -- | - |
| Іспанія    | 3 | 2 | 1 | 0 | 6  | 2  | +4 | 7 |
| Англія     | 3 | 2 | 1 | 0 | 5  | 3  | +2 | 7 |
| Швейцарія  | 3 | 1 | 0 | 2 | 6  | 7  | −1 | 3 |
| Чорногорія | 3 | 0 | 0 | 3 | 2  | 7  | −5 | 0 |

| 31 травня 2011 19:00 |

| Іспанія            | 2 – 1    | Швейцарія     |
| ------------------ | -------- | ------------- |
| Хуанмі 3' Іско 74' | Протокол | Амат 77' (аг) |

| Хуан-Антоніо Самаранч, Лозанна Арбітр: Маццолені (Італія) |

| 31 травня 2011 19:00 |

| Англія   | 1 – 0    | Чорногорія |
| -------- | -------- | ---------- |
| Кейн 51' | Протокол |            |

| Муніципальний, Івердон-ле-Бен Арбітр: Євген Арановський (Україна) |

| 2 червня 2011 15:30 |

| Іспанія                    | 3 – 0    | Чорногорія |
| -------------------------- | -------- | ---------- |
| Хуанмі 52', 61' Мората 75' | Протокол |            |

| Хуан-Антоніо Самаранч, Лозанна Арбітр: Костадінов (Болгарія) |

| 2 червня 2011 17:30 |

| Швейцарія                  | 2 – 3    | Англія                          |
| -------------------------- | -------- | ------------------------------- |
| Камбер 14' Сеферович 90+1' | Протокол | Вільямс 20' Нгоо 45' Торн 90+4' |

| Коловрей, Ньйон Арбітр: Євген Арановський (Україна) |

| 5 червня 2011 17:00 |

| Англія     | 1 – 1    | Іспанія  |
| ---------- | -------- | -------- |
| Кейн 45+2' | Протокол | Іско 26' |

| Коловрей, Ньйон Арбітр: Костадінов (Болгарія) |

| 5 червня 2011 17:00 |

| Чорногорія               | 2 – 3    | Швейцарія                 |
| ------------------------ | -------- | ------------------------- |
| Джорджевич 41' Мрдак 58' | Протокол | Дрмич 20', 74' Фрюльє 25' |

| Муніципальний, Івердон-ле-Бен Арбітр: Маццолені (Італія) |

## Група 3
| Збірна     | І | В | Н | П | ГЗ | ГП | РГ | О |
| ---------- | - | - | - | - | -- | -- | -- | - |
| Греція     | 3 | 3 | 0 | 0 | 5  | 2  | +3 | 9 |
| Франція    | 3 | 2 | 0 | 1 | 5  | 2  | +3 | 6 |
| Словаччина | 3 | 1 | 0 | 2 | 6  | 4  | +2 | 3 |
| Білорусь   | 3 | 0 | 0 | 3 | 0  | 8  | −8 | 0 |

| 20 травня 2011 11:00 |

| Словаччина | 1 – 2    | Греція                     |
| ---------- | -------- | -------------------------- |
| Ласик 18'  | Протокол | Катідіс 5' Бартек 36' (аг) |

| СФМ Сенец, Сенец Арбітр: Деніз Айтекін (Німеччина) |

| 20 травня 2011 15:00 |

| Франція              | 2 – 0    | Білорусь |
| -------------------- | -------- | -------- |
| Деруа 25' Таїдер 35' | Протокол |          |

| NTC, Велкі Біл Арбітр: Кеглет (Данія) |

| 22 травня 2011 11:00 |

| Білорусь | 0 – 5    | Словаччина                                                 |
| -------- | -------- | ---------------------------------------------------------- |
|          | Протокол | Шпілар 19', 74' Шкварка 45+2' Гладик 68' Алісейко 78' (аг) |

| СФМ Сенец, Сенец Арбітр: Кеглет (Данія) |

| 22 травня 2011 15:00 |

| Франція    | 1 – 2    | Греція                  |
| ---------- | -------- | ----------------------- |
| Таїдер 21' | Протокол | Велліос 25' Ругалас 47' |

| NTC, Велкі Біл Арбітр: Салманов (Азербайджан) |

| 25 травня 2011 11:00 |

| Словаччина | 0 – 2    | Франція                   |
| ---------- | -------- | ------------------------- |
|            | Протокол | Сіту 64' Деруа 79' (пен.) |

| СФМ Сенец, Сенец Арбітр: Деніз Айтекін (Німеччина) |

| 25 травня 2011 11:00 |

| Греція      | 1 – 0    | Білорусь |
| ----------- | -------- | -------- |
| Мавріас 49' | Протокол |          |

| Под Зобором, Нітра Арбітр: Салманов (Азербайджан) |

## Група 4
| Збірна   | І | В | Н | П | ГЗ | ГП | РГ | О |
| -------- | - | - | - | - | -- | -- | -- | - |
| Ірландія | 3 | 2 | 1 | 0 | 4  | 0  | +4 | 7 |
| Італія   | 3 | 2 | 0 | 1 | 4  | 4  | 0  | 6 |
| Україна  | 3 | 0 | 2 | 1 | 1  | 2  | −1 | 2 |
| Польща   | 3 | 0 | 1 | 2 | 2  | 5  | −3 | 1 |

| 24 травня 2011 17:00 |

| Італія      | 1 – 0    | Україна |
| ----------- | -------- | ------- |
| Беретта 67' | Протокол |         |

| ОСір, Щецинек Арбітр: Радованович (Чорногорія) |

| 24 травня 2011 17:00 |

| Ірландія    | 1 – 0    | Польща |
| ----------- | -------- | ------ |
| Гендрік 15' | Протокол |        |

| Гвардія, Кошалін Арбітр: Лагоз (Іспанія) |

| 26 травня 2011 17:00 |

| Україна | 0 – 0    | Ірландія |
| ------- | -------- | -------- |
|         | Протокол |          |

| Гвардія, Кошалін Арбітр: Пашай (Албанія) |

| 26 травня 2011 20:30 |

| Італія                                | 3 – 1    | Польща   |
| ------------------------------------- | -------- | -------- |
| Сампірісі 14' Мінотті 69' Вівіані 80' | Протокол | Жиро 39' |

| МОСіР, Колобжег Арбітр: Лагоз (Іспанія) |

| 29 травня 2011 16:00 |

| Ірландія                            | 3 – 0    | Італія |
| ----------------------------------- | -------- | ------ |
| Мерфі 32' Мюррей 61' О'Салліван 81' | Протокол |        |

| МОСіР, Колобжег Арбітр: Радованович (Чорногорія) |

| 29 травня 2011 16:00 |

| Польща   | 1 – 1    | Україна         |
| -------- | -------- | --------------- |
| Жиро 45' | Протокол | Калітвінцев 68' |

| ОСір, Щецинек Арбітр: Пашай (Албанія) |

## Група 5
| Збірна     | І | В | Н | П | ГЗ | ГП | РГ | О |
| ---------- | - | - | - | - | -- | -- | -- | - |
| Чехія      | 3 | 2 | 1 | 0 | 3  | 1  | +2 | 7 |
| Росія      | 3 | 1 | 2 | 0 | 4  | 2  | +2 | 5 |
| Нідерланди | 3 | 0 | 2 | 1 | 2  | 3  | −1 | 2 |
| Ізраїль    | 3 | 0 | 1 | 2 | 3  | 6  | −3 | 1 |

| 19 травня 2011 16:00 |

| Нідерланди  | 1 – 1    | Ізраїль   |
| ----------- | -------- | --------- |
| Озьякуп 77' | Протокол | Кахат 29' |

| Міський, Бржецлав Арбітр: Паная ( Кіпр) |

| 19 травня 2011 16:00 |

| Росія | 0 – 0    | Чехія |
| ----- | -------- | ----- |
|       | Протокол |       |

| Міський, Кийов Арбітр: Кружляк (Словаччина) |

| 21 травня 2011 16:00 |

| Нідерланди | 0 – 1    | Чехія       |
| ---------- | -------- | ----------- |
|            | Протокол | Пшикрил 16' |

| Місцевий, Ланжгут Арбітр: Валері (Італія) |

| 21 травня 2011 16:00 |

| Ізраїль   | 1 – 3    | Росія                               |
| --------- | -------- | ----------------------------------- |
| Агайов 5' | Протокол | Оздоєв 14' Махмудов 29' Ходирев 65' |

| Міський, Кийов Арбітр: Кружляк (Словаччина) |

| 24 травня 2011 16:00 |

| Росія                | 1 – 1    | Нідерланди    |
| -------------------- | -------- | ------------- |
| Ємельянов 53' (пен.) | Протокол | Кастеньос 18' |

| Місцевий, Ланжгут Арбітр: Паная ( Кіпр) |

| 24 травня 2011 16:00 |

| Чехія                | 2 – 1    | Ізраїль   |
| -------------------- | -------- | --------- |
| Лача 73' Сладкий 83' | Протокол | Дабур 72' |

| Міський, Бржецлав Арбітр: Валері (Італія) |

## Група 6
| Збірна   | І | В | Н | П | ГЗ | ГП | РГ  | О |
| -------- | - | - | - | - | -- | -- | --- | - |
| Сербія   | 3 | 2 | 0 | 1 | 10 | 3  | +7  | 6 |
| Уельс    | 3 | 2 | 0 | 1 | 6  | 5  | +1  | 6 |
| Норвегія | 3 | 2 | 0 | 1 | 7  | 4  | +3  | 6 |
| Молдова  | 3 | 0 | 0 | 3 | 0  | 11 | −11 | 0 |

| 28 квітня 2011 15:00 |

| Сербія                  | 2 – 3    | Уельс                               |
| ----------------------- | -------- | ----------------------------------- |
| Мілунович 39' Лукич 90' | Протокол | Пенікет 36', 43' Алфей 90+2' (пен.) |

| Сарпсборг, Сарпсборг Арбітр: Лехнер (Австрія) |

| 28 квітня 2011 19:30 |

| Норвегія                                   | 4 – 0    | Молдова |
| ------------------------------------------ | -------- | ------- |
| Бакенга 30' (пен.), 45', 50' де Ланлай 37' | Протокол |         |

| Сарпсборг, Сарпсборг Арбітр: Бюке (Франція) |

| 30 квітня 2011 13:00 |

| Сербія                                               | 5 – 0    | Молдова |
| ---------------------------------------------------- | -------- | ------- |
| Продан 13' (аг) Чаушич 61' Лукич 74', 90' Труйіч 87' | Протокол |         |

| Сарпсборг, Сарпсборг Арбітр: Бюке (Франція) |

| 30 квітня 2011 17:30 |

| Уельс    | 1 – 3    | Норвегія                               |
| -------- | -------- | -------------------------------------- |
| Лукас 7' | Протокол | Генріксен 3' де Ланлай 26' Нільсен 74' |

| Сарпсборг, Сарпсборг Арбітр: Мирослав Зелінка (Чехія) |

| 3 травня 2011 17:00 |

| Норвегія | 0 – 3    | Сербія                     |
| -------- | -------- | -------------------------- |
|          | Протокол | Лукич 28', 40' (пен.), 82' |

| Меллос, Мосс Арбітр: Лехнер (Австрія) |

| 3 травня 2011 17:00 |

| Молдова | 0 – 2    | Уельс              |
| ------- | -------- | ------------------ |
|         | Протокол | Волш 36' Йонес 88' |

| Сарпсборг, Сарпсборг Арбітр: Мирослав Зелінка (Чехія) |

## Група 7
| Збірна             | І | В | Н | П | ГЗ | ГП | РГ | О |
| ------------------ | - | - | - | - | -- | -- | -- | - |
| Туреччина          | 3 | 3 | 0 | 0 | 10 | 2  | +8 | 9 |
| Німеччина          | 3 | 2 | 0 | 1 | 8  | 1  | +7 | 6 |
| Угорщина           | 3 | 1 | 0 | 2 | 5  | 11 | −6 | 3 |
| Північна Македонія | 3 | 0 | 0 | 3 | 3  | 12 | −9 | 0 |

| 31 травня 2011 16:00 |

| Німеччина                 | 3 – 0    | Угорщина |
| ------------------------- | -------- | -------- |
| Ляйтнер 16' Дурм 57', 67' | Протокол |          |

| Футбольний центр, Анталья Арбітр: Бьєрі (Швейцарія) |

| 31 травня 2011 19:00 |

| Туреччина           | 3 – 1    | Північна Македонія |
| ------------------- | -------- | ------------------ |
| Демір 59', 64', 85' | Протокол | Дурдевич 16'       |

| Футбольний центр, Анталья Арбітр: Сергій Бойко (Україна) |

| 2 червня 2011 16:00 |

| Німеччина                                             | 5 – 0    | Північна Македонія |
| ----------------------------------------------------- | -------- | ------------------ |
| Ляйтнер 18' (пен.), 45+1' (пен.), 85' Паркер 66', 82' | Протокол |                    |

| Футбольний центр, Анталья Арбітр: Бьєрі (Швейцарія) |

| 2 червня 2011 19:00 |

| Угорщина  | 1 – 6    | Туреччина                                             |
| --------- | -------- | ----------------------------------------------------- |
| Уґраї 46' | Протокол | Демір 2', 76' Дере 6' Шахінер 44', 90' Бекдемір 90+3' |

| Футбольний центр, Анталья Арбітр: Аврам (Румунія) |

| 5 червня 2011 19:00 |

| Туреччина | 1 – 0    | Німеччина |
| --------- | -------- | --------- |
| Демір 22' | Протокол |           |

| Футбольний центр, Анталья Арбітр: Аврам (Румунія) |

| 5 червня 2011 19:00 |

| Північна Македонія       | 2 – 4    | Угорщина                                            |
| ------------------------ | -------- | --------------------------------------------------- |
| Наумчевскі 26' Тімов 72' | Протокол | Скріба 34' (пен.), 53' (пен.) Сольноки 71' Надь 90' |

| Футбольний центр, Анталья Арбітр: Сергій Бойко (Україна) |